# Barnafejű csuszka
A barnafejű csuszka (Sitta pusilla) a verébalakúak (Passeriformes) rendjébe, ezen belül a csuszkafélék (Sittidae) családjába tartozó faj.

## Előfordulása
Az Amerikai Egyesült Államok területén, valamint a  Bahama-szigeteken és a Turks- és Caicos-szigeteken honos faj. A természetes élőhelye szubtrópusi és trópusi száraz erdők és mocsári erdők.

## Alfajai
- Sitta pusilla caniceps
- Sitta pusilla pusilla - Latham, 1790
- Sitta pusilla insularis - Bond, 1931

## Megjelenése
Testhossza 9 centiméter, rövid farka van.

## Szaporodása
Fészke faüregbe található. A tojó költi ki a tojásokat, de a fiókákat mindketten táplálják.